# Jörgen I Eriksson
Jörgen Ingvar Eriksson (pseudonym Atrid Grimsson), född 19 maj 1948, är en svensk författare, runmagiker och shamansk aktivist och en av förgrundsgestalterna inom den moderna shamanismen i Sverige.
Eriksson har studerat och skrivit om shamanism sedan början av 1980-talet med inriktning på nordisk och samisk shamanism. Han har gjort omfattande fältstudier bland samer i norra Sverige och Norge sedan mitten av 1980-talet och på 2000-talet även bland navajo-indianer i sydvästra USA.